# ملحمة روزاليس
ملحمة روزاليس هي سلسلة من خمس روايات تاريخية وسياسية كتبها الفنان الوطني الفلبيني فرانسيسكو سيونيل خوسيه. حسب الترتيب الزمني، يتألف الكتاب من خمس روايات مترابطة، وهي بو-أون (كتبت عام 1984)، شجرة (كتبت عام 1978)، أخي، جلادي (كتبت عام 1973)، المدعون (كتبت عام 1962)، والقداس (كتبت عام 1973).   تتبع الملحمة خمسة أجيال من عائلتين، وهما عائلة سامسون (المزارعون الفقراء) و عائلة أسبيري (الميستيثو الأثرياء) خلال الفترات الإسبانية والأمريكية في تاريخ الفلبين حتى الفترة التي تلت استقلال الفلبين.  بدأ خوسيه كتابة السلسلة عام 1962 وأكملها عام 1984. 